# 이란 농구 국가대표팀
이란 농구 국가대표팀은 이란의 농구 대표팀이다. 올림픽 농구 본선에는 2번, FIBA 농구 월드컵 본선에는 3번 올랐지만 모두 예선라운드에 머물렀고 반면 FIBA 아시아 선수권 대회 본선에는 17번 참가하여 금메달 3개, 은메달과 동메달 각각 1개씩 획득했으며 아시안 게임 농구에는 11번 출전하여 은메달 2개, 동메달 3개를 획득한 아시아 농구 강국이다.

## 주요 선수
- 하메드 하다디
- 메흐디 캄라니
- 니카 바라미